# Troisième guerre Koryŏ-Khitan
 (signalé en mai 2025).
Si vous disposez d'ouvrages ou d'articles de référence ou si vous connaissez des sites web de qualité traitant du thème abordé ici, merci de compléter l'article en donnant les références utiles à sa vérifiabilité et en les liant à la section « Notes et références ».
- Archive Wikiwix
- Bing
- Cairn
- DuckDuckGo
- E. Universalis
- Gallica
- Google
- G. Books
- G. News
- G. Scholar
- Persée
- Qwant
- (zh) Baidu
- (ru) Yandex
- (wd) trouver des œuvres sur Wikidata

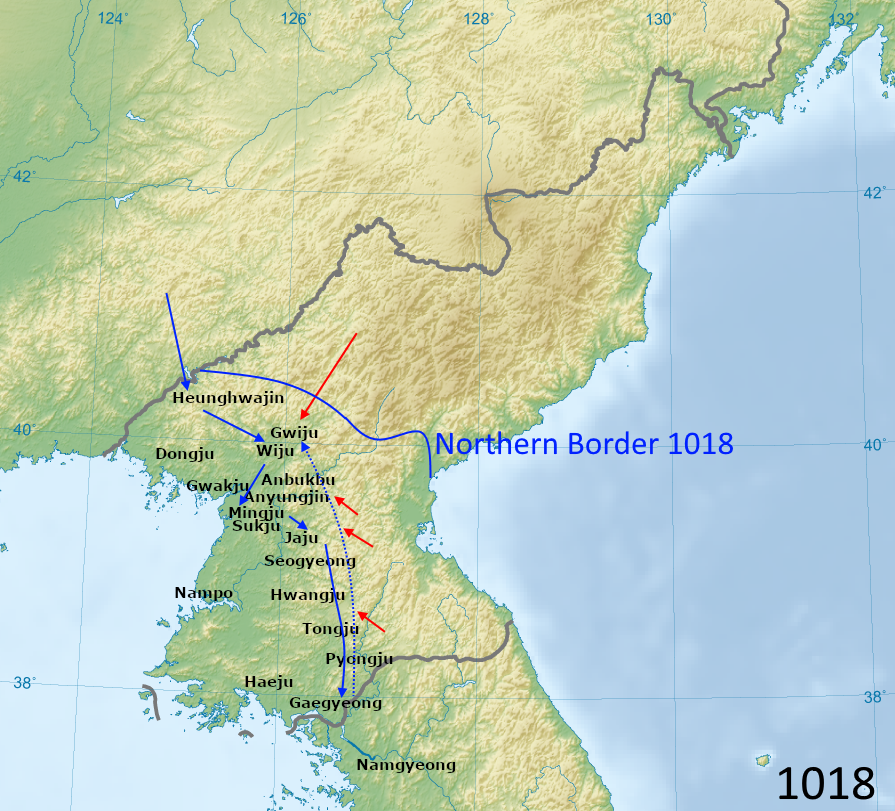
Carte de l'invasion de la Corée par les Khitans en 1018-1019.

La Troisième guerre Koryŏ-Khitan (hangeul : 제3차 고려-거란 전쟁 ; hanja : 第三次高麗契丹戰爭) est un conflit qui oppose de 1018 à 1019 les forces du régime coréen du Koryŏ à une force d'invasion Khitans de la dynastie Liao.
Il s'agit de la dernière tentative d'incursion Khitans en Corée. Les forces d'invasion sont défaites par le général Gang Gam-chan avant d'avoir pu remporter de victoire notable.